# Proasellus coiffaiti
Proasellus coiffaiti är en kräftdjursart som beskrevs av Henry och Guy Magniez1972. Proasellus coiffaiti ingår i släktet Proasellus och familjen sötvattensgråsuggor. Inga underarter finns listade i Catalogue of Life.